# Biumo (Varese)
Biumo è un quartiere della città di Varese posto nel quadrante sudorientale dell'area urbana, ed è diviso storicamente in Inferiore e Superiore.

## Storia
Situato su uno dei colli della città di Varese, venne costruito come borgo fortificato per il controllo del passaggio verso i transiti per la Svizzera della Valganna e della Valceresio. Fu castellanza della città sotto il controllo della famiglia dei Biumi in epoca medievale, composto da due zone distinte, la superiore, zona relativamente più recente e residenziale, e inferiore, che fu il nucleo iniziale e più antico del borgo. Vennero citati la prima volta in un documento del IX secolo come Bimmio de Supra e Bimmio Subto. Nel XI secolo, il toponimo Biumio si ritrova dapprima come Bimi, poi come Bimmio o Bemio. La definitiva versione di Biumo appare per la prima volta nel XIV secolo. Nel 1859 la zona di Biumo Inferiore fece da sfondo alla battaglia di Varese tra le truppe garibaldine della seconda guerra d'indipendenza italiana e l'esercito dell'Impero austriaco.

### Biumo inferiore

#### Monumenti e luoghi di interesse
- La Chiesa dei Santi Pietro e Paolo consacrata nel 1571 da Carlo Borromeo e ampliata negli anni sessanta del XX secolo e infine consacrata da Giovanni Umberto Colombo nel 1974.[1]
- La Chiesa della Madonnina in Prato, edificata nel XVI secolo con facciata barocca
- L'ippodromo Le Bettole, unico impianto ippico aperto al pubblico della città.
- Villa Kevenhüller, costruita nel 1811 nel luogo che in precedenza ospitava un convento intitolato a Santa Teresa.[5] Eretta per volere di Emmanuel Kevenhueller,[5] la villa è impostata su un impianto a "U" aperta verso sud[6]. La facciata meridionale, sormontata da un timpano,[6][7] è rivolta verso un cortile interno. La facciata nord,[7] oggi affacciata su via Walder, presenta un livello inferiore eseguito a bugnato[7]. In origine, sul lato settentrionale di questa via, si apriva un ampio parco di pertinenza della villa,[5] area verde successivamente inglobata nella proprietà delle ville Ponti[5][7]. Prima di finire nelle mani dei Ponti, la villa era divenuta proprietà della famiglia Bianchi[7].
- Villa Orrigoni Litta Modignani, rielaborazione di un precedente palazzo Seicentesco, a sua volta ristrutturato da Simone Cantoni in stile neoclassico agli inizi del XIX secolo.[8] Gli interventi neoclassici comportarono la cancellazione di affreschi interni attribuiti al Morazzone e a Francesco del Cairo.[8] Tra i lavori commissionati al Cantoni, la rielaborazione delle facciate e del porticato che delimita a sud il cortile d'onore,[9] area racchiusa entro le due ali laterali dell'impianto a "U" su cui è impostata la villa[8]. Il porticato è sostenuto da telamoni con funzione di colonna, opere databili al XVIII secolo[8]. Dopo passato nelle mani dei Litta Modigliani,[8] la villa divenne proprietà della parrocchia[8] facente capo alla vicina chiesa dei Santi Pietro e Paolo.

### Biumo superiore

#### Monumenti e luoghi di interesse
- La chiesa di San Giorgio, affrescata dal pittore Pietro Antonio Magatti.
- La chiesa di sant'Anna, con decorazioni in stile barocchetto lombardo.
- La Villa Menafoglio Litta Panza, sede di una nota collezione di arte contemporanea e dal 1996 patrimonio del Fondo Ambiente Italiano.[10]
- Le Ville Ponti, edifici residenziali eretti tra il XVII e il XIX secolo.
- La Villa Ramponi, risultato di una ristrutturazione in stile neoclassico operata tra i secoli XVIII e XIX. Acquistata da Fabio Ponti nella metà XIX secolo, la proprietà comprende un parco che, durante la battaglia di Varese del 1859, fu scelto da Garibaldi come proprio quartier generale. Già proprietà della famiglia Ramponi, poco prima del 1850 la villa passò dagli Arpegiani a Fabio Ponti. A quest'ultimo si deve la realizzazione di un ponticello di raccordo tra il parco di Villa Ramponi e il parco delle Ville Ponti.[11]
- La Villa Mozzoni, situata non lontano da Villa Fabio Ponti.[12] Nota anche come "Casa delle Quaranta Colonne", la villa fu progettata da Tebaldo Pellegrini su commissione della famiglia Bernasconi,[13] agli inizi del Settecento[14]. Già attestata nel 1723, la dimora ospitò Girolamo di Colloredo-Waldsee.[13] Il corpo principale della villa si sviluppa attorno a un cortile centrale, delimitato da un porticato sostenuto ventiquattro colonne.[13] Ulteriori sedici colonne sostengono un passaggio che, dal cortile centrale, conduce a un cortile d'ingresso.[13] I due cortili sono allineati ma disposti su livelli differenti: il cortile d'ingresso si trova infatti a una quota inferiore rispetto al cortile centrale.[13][15] A pianta di trapezio isoscele,[13][15] il cortile d'ingresso è chiuso lateralmente da due ali laterali che sporgono  dal corpo principale.[13] All'interno della dimora, spicca lo scalone d'onore, illuminabile tramite una lampada tenuta in mano da una statua.[16] Alle spalle della villa, un giardino originariamente all'italiana introduce un parco all'inglese.[13]
- La Villa Orrigoni-Tenca-Guicciardi, già attestata nel 1724 con la denominazione di Tor piatta.[16] Esternamente, una terrazza dotata di esedra si affaccia su un parco popolato da statue.[17]
- La Villa Aletti, edificio tardo-ottocentesco in stile eclettico impostato su un impianto a sezione sostanzialmente quadrata. La villa è immersa in un grande parco, progettato da Emilio Alemagna e confinante con quello della vicina Villa Carmine-Pirinoli.[18]
- La Villa San Francesco (XIX secolo), il cui nome richiama la denominazione di un convento primoduecentesco sulla base del quale venne costruita l'attuale dimora signorile.[19] Alla soppressione del convento (1786), la proprietà fu dapprima rilevata da Benigno Bossi, per poi passare a Giorgio Clerici (1810) e, da quest'ultimo ai Mozzoni-Veratti.[19] Al Clerici si devono una serie di interventi che conferirono alla villa un aspetto neoclassico.[19] Tale stile emerge in maniera evidente dalla facciata meridionale, timpanata e scandita da lesene.[19][20] Al centro della villa, un porticato probabilmente ispirato a quello del precedente convento.[19][20] Il parco della villa, attribuito a Luigi Villoresi, è uno dei più antichi giardini all'inglese della città di Varese.[19]
- Casa Biumi Redaelli, edificio con impianto a "U" aperta verso la piazza antestante la chiesa di San Giorgio. Introdotta da un barocco portale bugnato e dotata di un ampio parco, la dimora fu costruita a partire da una casa-forte dei Biumi.[4]

## Galleria d'immagini

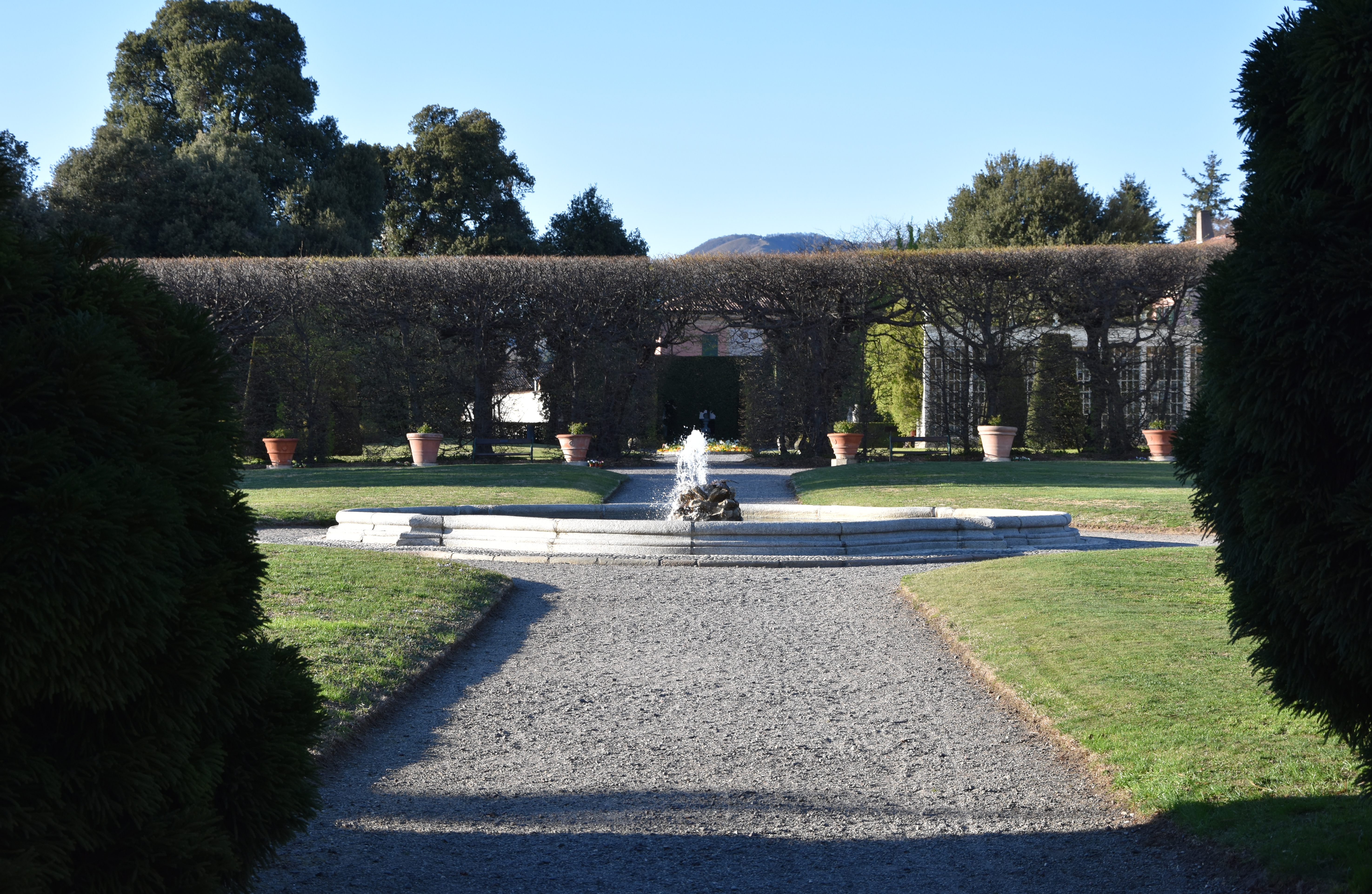
Parco di Villa Menafoglio Litta Panza a Biumo Superiore
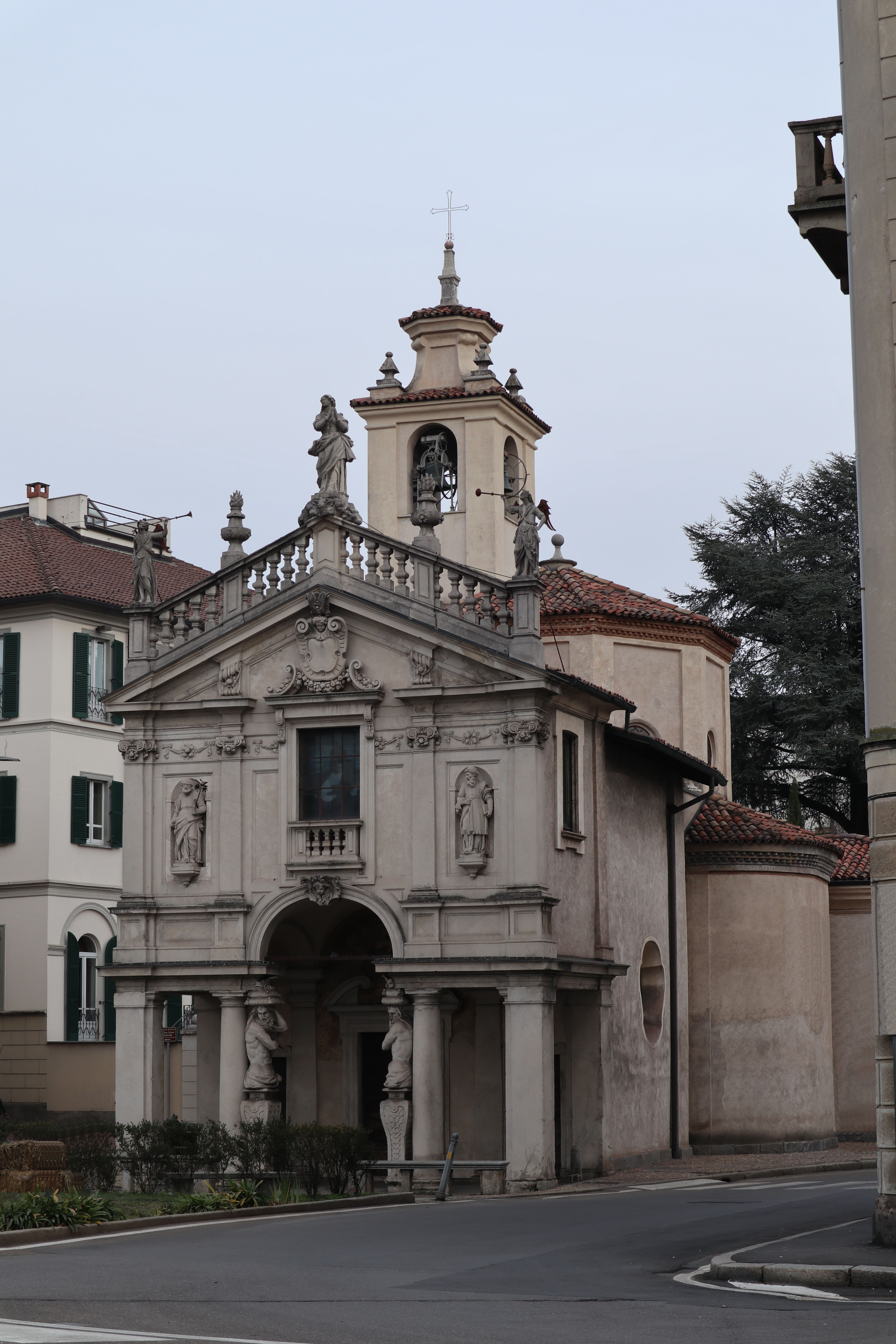
Facciata della Chiesa della Madonnina in Prato a Biumo Inferiore
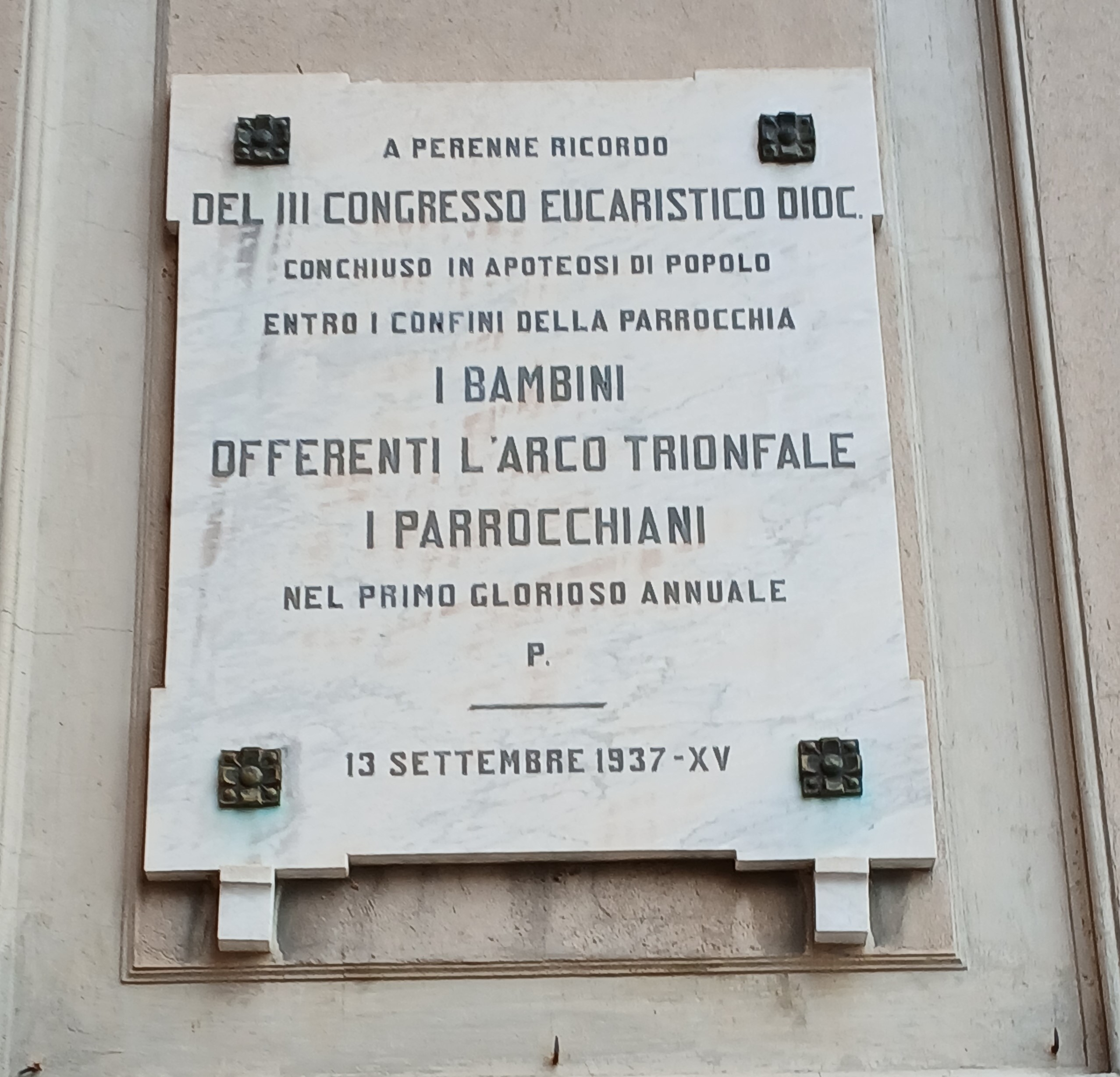
Memoria del terzo congresso eucaristico a Biumo Superiore